# فهرست شهرهای نابود ایران
فهرستی از شهرهای نابود ایران که در جنگ‌ها، زلزله‌ها و غیره ویران‌شده‌اند. هریک ممکن است، بازساخته یا ویرانه‌هایش مانده باشد.

## ا
- آسک: روستا/شهرکی بزرگ در جنوب شرقی هندیجان و کیان کوه؛ گویا تا سدهٔ دوازدهم میلادی/ پنجم قمری برپا بوده‌است. [۱]
- اردشیر خوره :
- آزادوار :در ربع نیشابور خراسان‌
- ‌‌آرهن:شهر باستانی در ربع بلخ
- ارجان:
- ارشاک:
- استاداردشیر:
- ایوان کرخه:
- ویه اندیو خسرو:
- اصطخر:
- ابیورد
- وه‌اردشیر:
- وه‌اردشیر، کرمان:

## ب
- بم:
- بوذاردشیر:
- بیشاپور:
- بیهق:
- بلخ
- بوژگان‌‌‌‌:در ربع نیشابور خراسان
- بُغ شور :شهری در ربع هرات خراسان
- بیشک‌‌‌‌:در ربع نیشابور خراسان

## پ
- پاسارگاد:
- پوشنگ:
- پیشیاوادا:

## ت
- تخت جمشید:
- تخت سلیمان:
- تنگه بلاغی:
- تن‌اردشیر:
- توج:
- تون‌‌:
- تموکن :
- تنفک‌‌‌‌:در ربع نیشابور خراسان
- ترشیز :در ربع نیشابور خراسان‌

## خ
- خسروگرد :در ربع نیشابور خراسان‌
- خرگرد :در ربع نیشابور خراسان‌
- خارزنج :شهری بوده در ربع نیشابور خراسان‌

## ح
- حلوان

## د
- دینور:
- دارابگرد :

## ر
- ریواردشیر:
- ریشهر:
- راونیر:شهری بوده در ربع نیشابور خراسان‌

## ز
- زوزن

## س
- سیمره:
- سامن:
- سیراف :
- سیراوند :در ربع نیشابور خراسان‌
- سنگان :در ربع نیشابور خراسان‌
- سلومک :در ربع نیشابور خراسان‌

## ش
- شهر سوخته:
- شهرزور:

## ع
- عسکر مکرم:

## غ
- غلامان:

## ص
- صددروازه

## ط
- طبس:
- طوس :

## ف
- فرهادگرد :در ربع نیشابور خراسان‌

## ک
- کامبادن:
- کاغذکنان:
- کرج ابودلف
- کمارج:برگرفته از کتاب صورة الارض
- کرین:برگرفته از کتاب صورة الارض
- کندر (خلیل آباد)  :در ربع نیشابور خراسان‌

## گ
- گندی‌شاپور:
- گرگان:
- کهنه‌گرگانج :

## ل
- لیدوما:
- لجرا‌‌:شهری در ربع بلخ خراسان

## م
- مرو:
- مهرویان :
- مالن‌‌‌‌:در ربع نیشابور خراسان
- مهرجان‌‌‌‌:در ربع نیشابور خراسان
- مزینان‌‌‌‌:در ربع نیشابور خراسان
- ملجان:برگرفته از کتاب صورة الارض

## ن
- نسا:
- بندر نجیرُم:
- نیشابور، کهن‌شهر: کهن‌شهر یا کهن‌دژ، به بازماندهٔ شهر کهن نیشابور گفته می‌شود؛ شهری که بارها در جنگ‌ها و زلزله‌ها ویران شد و بازساخته شده‌است. [۲]

## و
- واتاسان:

## ه
- هرمز اردشیر:
- هگمتانه